# Марцоратти, Лино
Ли́но Марцора́тти (итал. Lino Marzorati; 12 октября 1986, Ро) — итальянский футболист, защитник.

## Карьера

### В клубах
Марцоратти был воспитанником  «Милан», в составе «россонери» в серии A Лино дебютировал 20 мая 2005 года во встрече 37-го тура против «Палермо». Выйдя в стартовом составе он был заменён на Романо Пертиконе на 73-й минуте. Два следующих сезона Марцоратти провёл в аренде в «Эмполи». Перед началом сезона 2008/09 «Эмполи» выкупил игрока и Лино сыграл за клуб в серии B ещё один год. В июле 2009 «Кальяри» купил футболиста за 1 500 000 € и тем самым Лино вернулся в серию A. В чемпионате он провёл 13 матчей, но в основном составе закрепиться не сумел и вернулся в Эмполи. Ещё через год Марцоратти стал игроком «Сассуоло».

### В сборных
В юношестве и молодости Марцоратти выступал за различные команды своего возраста, в 2005 году принял участие в молодёжном чемпионате мира. Сыграл на турнире все 5 матчей, Италия вылетела в 1/4 финала. В 2009 поехал на чемпионат Европы для игроков не старше 21 года, однако не сыграл там ни одного матча.

## Достижения
- Турнир в Тулоне: 2008